# Thái Thương
Thái Thương (chữ Hán giản thể: 太倉市, âm Hán Việt: Thái Thương thị) là một thành phố cấp huyện thuộc địa cấp thị Tô Châu, tỉnh Giang Tô, Cộng hòa Nhân dân Trung Hoa. Thành phố này có diện tích 809,93 ki-lô-mét vuông, dân số năm 2020 là 831.113 người, trong đó 489.600 người có hộ khẩu thường trú và 715.800 người thường trú. Mã số bưu chính là 215400. Chính quyền thành phố Thái Thương đóng ở nhai đạo Lâu Đông.

## Phân chia hành chính
Về mặt hành chính, thành phố này được chia thành 2 nhai đạo, 6 trấn và 2 khu.
- Nhai đạo: Lâu Đông, Lục Độ.
- Trấn: Thành Sương, Sa Khê, Lưu Hà, Phù Kiều, Hoàng Kính, Song Phượng.
- Khu: Khu phát triển kinh tế và kỹ thuật cảng Thái Thương, Khu phố mới cảng Thái Thương và khoa học giáo dục.

Thành phố Thái Thương nằm dọc theo sông Dương Tử, là nơi nhà hàng hải nổi tiếng Trịnh Hòa bắt đầu chuyến đi của mình. Đây là một cảng quan trọng thời Tam Quốc.